# Чемпионат Европы по бейсболу 1975
Чемпионат Европы по бейсболу 1975 года проводился в Испании. Победителем стала сборная Италии. Второе место заняла сборная Нидерландов.

## Итоги чемпионата
Четырнадцатый чемпионат Европы по бейсболу проводился в Испании с 25 июля по 3 августа 1975 года. Он получил историческое значение, так как впервые в истории соревнования команда Нидерландов, десятикратный чемпион Европы, участвовала в турнире и не смогла завоевать золотую медаль.
Финальные игры проходили 3 августа 1975 года. В матче за 5 место встретились Франция и Швеция, не выигравшие на групповой стадии ни одной игры. Франция победила в трёх сыгранных матчах и заняла пятое место. За третье место сражались Германия и Испания. Германия выиграла три игры из пяти, показав на тот момент свой лучший результат и заняв третье место в турнире. В финале встретились Нидерланды, до этого момента проигравшие лишь один матч из 49, и Италия, которая победила в трёх играх из пяти и стала чемпионом.
| Место | Команда    |
| ----- | ---------- |
| 1     | Италия     |
| 2     | Нидерланды |
| 3     | ФРГ        |
| 4     | Испания    |
| 5     | Франция    |
| 6     | Швеция     |